# جي. إدوارد هاتشينسون
جي. إدوارد هاتشينسون هو محامي وسياسي أمريكي، ولد في 13 أكتوبر 1914 في فينفيل في الولايات المتحدة، وتوفي في 22 يوليو 1985 في نيبلز في الولايات المتحدة. نشط حزبياً في الحزب الجمهوري. وقد انتخب عضو مجلس ولاية ميشيغان ‏ وانتخب عضو مجلس نواب ميشيغان ‏ وانتخب عضو مجلس النواب الأمريكي ‏.